# セサミストリート4-Dムービーマジック
- ユニバーサル・スタジオ・ジャパン > ユニバーサル・スタジオ・ジャパンのアトラクション > セサミストリート4-Dムービーマジック
- セサミストリート > セサミストリート4-Dムービーマジック

セサミストリート 4-D ムービーマジック（英: Sesame Street 4-D Movie Magic）は、『セサミストリート』をテーマにしたシアター型アトラクションで、ユニバーサル・パークス&リゾーツおよびシーワールドの各施設で提供されている。

## 存在するパーク
ユニバーサル・スタジオ・ジャパン
ハリウッド・エリアにあるシネマ4-Dシアターにて、2003年6月20日にオープンした。前身のアトラクションは、2002年11月4日にクローズした「ユニバーサル・スタジオ・モーション・ピクチャーマジック」である。座席を新調したほか、特殊効果装置を増設している。
シーワールド サン アントニオ
2011年にオープンした。前身のアトラクションは、同年にクローズした「パイレーツ 4-D」である。

## 過去に存在していたパーク
ブッシュガーデン・ウィリアムズバーグ
イングランドエリアで2009年春にオープンした。前身のアトラクションは、同年にクローズした「パイレーツ 4-D」である。しかし、同年中に再び「パイレーツ 4-D」が戻る形でクローズとなった。
ブッシュガーデン・タンパベイ
トンブクトゥエリアで2010年3月27日にオープンした。前身のアトラクションは、同年にクローズした「パイレーツ 4-D」である。2013年以前にクローズし、再び「パイレーツ 4-D」が戻る形となった。
シーワールド サンディエゴ
2008年にオープンした。前身のアトラクションは、2007年にクローズした「R.L.スタインのお化け灯台 4-D」である。2010年にクローズし、後続のアトラクションとして2011年に「マダガスカル・ライブ！オペレーション バケーション」がオープンした。

## ストーリー
アトラクションは、ビッグバードが開始を告げ、セサミストリートの住人たちに挨拶を交わす場面から始まる。しかし、クッキーモンスターやバート、アーニーたちが元気をなくしていることに気づく。話を聞くと、映画を撮影しようとした矢先に映写機が故障してしまったという。その時、三輪車に乗ったエルモが登場し、映画製作には「想像力（イマジネーション）」が重要だと説き、イマジネーションを使って映画を完成させる計画を提案する。
その後、キャラクターたちはそれぞれのイマジネーションを膨らませていく。グローバーはカウボーイ、消防士、スーパーヒーローになった自分を想像し、バートとアーニーはサハラ砂漠、バスルーム、海底での冒険を思い描く。クッキーモンスターは「モンスタークッキー」と戦う勇敢な戦士を想像し、エルモの計画に否定的だったオスカーでさえ、ゴミでいっぱいのセサミストリートを思い描く。
しかしその時、突然雷雨が降り出し、イマジネーションが台無しになってしまったとエルモは嘆く。そんな彼をビッグバードたちが励まし、ゲストに協力を求めて晴れた日を想像するよう呼びかける。ゲストたちの力でセサミストリートは一変し、最後はイマジネーションのパーティーが盛大に繰り広げられる。

## 登場人物
エルモ

深紅の体毛と大きなオレンジ色の鼻を持つ男の子のモンスター（マペットキャラクター）。作中では、映画製作には「想像力（イマジネーション）」が重要だと説き、イマジネーションを活用して映画を完成させる計画を提案する。
ビッグバード

黄色い羽を持つ、身長約249cm（8フィート2インチ）の大型の鳥。鳥類としてはカナリアに分類される。作中では、アトラクションの開始を告げる役割を担う。
クッキーモンスター

青い長い体毛を持ち、チョコチップクッキーのように塗られたライスケーキを好物とするモンスター（マペットキャラクター）。作中では、モンスタークッキーと戦う勇敢な戦士を想像する。
バート

黄色い体毛を持つモンスター（マペットキャラクター）。作中では、アーニーと共にサハラ砂漠、バスルーム、海底での自分たちの姿を想像する。
アーニー

オレンジ色の体毛を持つモンスター（マペットキャラクター）。作中では、バートと共にサハラ砂漠、バスルーム、海底での自分たちの姿を想像する。
グローバー

青い体毛を持つモンスター（マペットキャラクター）。作中では、カウボーイ、消防士、スーパーヒーローになった自分を想像する。
オスカー
ゴミ箱で暮らす緑色のモンスター（マペットキャラクター）。作中では、エルモの発案に否定的な態度を示しながら、ゴミにまみれたセサミストリートを想像する。
テリー
紫色の体毛を持つモンスター（マペットキャラクター）。作中では、チキンスタントを披露するために張り切っている。
ゾーイ
オレンジ色の体毛を持ち、アクセサリーが大好きな女の子のモンスター（マペットキャラクター）。作中では、エルモが発案したイマジネーションのパーティーに参加する。
カウント伯爵

ドラキュラをイメージして誕生した、数を数える役目を持つ紫色のモンスター（マペットキャラクター）。作中では、エルモが発案したイマジネーションのパーティーに参加する。
プレーリー・ドーン

ピンク色の体毛を持つ女の子のモンスター（マペットキャラクター）。作中では、エルモが発案したイマジネーションのパーティーに参加する。

## キャスト
| キャラクター       | 声優                                                   | 声優         |
| キャラクター       | 原語版                                                 | 日本語吹替版 |
| ------------------ | ------------------------------------------------------ | ------------ |
| エルモ             | ケビン・クラッシュ                                     | 落合弘治     |
| バート             | エリック・ジェイコブソン                               | 落合弘治     |
| グローバー         | エリック・ジェイコブソン                               | 落合弘治     |
| ビッグバード       | キャロル・スピニー（声）、マット・ヴォーゲル（演・歌） | 真殿光昭     |
| アーニー           | ジョン・タータグリア                                   | 真殿光昭     |
| クッキーモンスター | デヴィッド・ラッドマン                                 | 大川透       |
| オスカー           | キャロル・スピニー                                     | 大川透       |
| カウント伯爵       | ジェリー・ネルソン                                     | 大川透       |
| ゾーイ             | フラン・ブリル                                         | 玉川紗己子   |
| プレーリー・ドーン | フラン・ブリル                                         | 玉川紗己子   |
| テリー             | ジョーイ・マッツァリーノ                               | 玄田哲章     |

## パークごとの差異
ユニバーサル・パークス&リゾーツ版とシーワールド版では、一部の演出が異なる。これは、本アトラクションがユニバーサル・スタジオ・ジャパン向けに制作されたことによるもので、シーワールド版では劇場の構造が変更され、日本語から英語への吹き替えが行われている。
シーワールド版ではプレショーがなく、メインショーの中に組み込まれている。そのため、3D映像が上映されるまでの最初の7分間は、ゲストがメガネをかけるタイミングを待つ形となる。また、プレショーの代わりに、シーワールド・パークス＆エンターテイメントが運営する「セサミプレイス」のCMが、ゲストが退場する際に劇場のスクリーンで流れる。さらに、劇場の出口にはセサミプレイスのパンフレットが展示されている。